# Бонеј (Калвадос)
Бонеј (фр. Bonnœil) је насељено место у Француској у региону Доња Нормандија, у департману Калвадос.
По подацима из 2011. године у општини је живело 118 становника, а густина насељености је износила 16,41 становника/km².

## Демографија
| 1962. | 1968. | 1975. | 1982. | 1990. | 2011. |
| ----- | ----- | ----- | ----- | ----- | ----- |
| 114   | 114   | 109   | 120   | 120   | 118   |